# Spermophora usambara
Spermophora usambara là một loài nhện trong họ Pholcidae. Loài này được phát hiện ở Tanzania.